# Chiesa della Conversione di San Paolo (Esine)
La chiesa della Conversione di San Paolo è la parrocchiale di Esine, in provincia e diocesi di Brescia; fa parte della zona pastorale della Media Val Camonica.

## Storia
L'originaria cappella dei Santi Paolo e Virgilio sorse verso il 979 da Giselberto q. Attone, che le mise a disposizione dei beni in modo da garantire la presenza di alcuni chierici.
Nel XV secolo questo piccolo edificio fu sostituito da una nuova chiesa, come si apprende dalla relazione della visita compiuta nel 1459 da monsignor Benvenuto Vanzio su delega del vescovo Bartolomeo Malipiero; la struttura, all'inizio disadorna, alla fine del Cinquecento venne abbellita da dei dipinti per un voto fatto durante la peste del 1577.
Nel 1691 venne posta la prima pietra della nuova parrocchiale; la struttura, ultimata verso il 1706, fu decorata entro il 1727 dal pittore Giulio Quaglia.
L'esterno venne terminato nel 1760, nel 1822 fu eretto il campanile e nel 1833 si provvide ad ingrandire la sagrestia; successivamente, nel 1899 la chiesa venne interessata da un intervento di restauro e, nel 1934, fu consacrata.
La parrocchiale, restaurata nuovamente nel 1962, fu adeguata alle norme postconciliari tra il 1980 e il 1981.

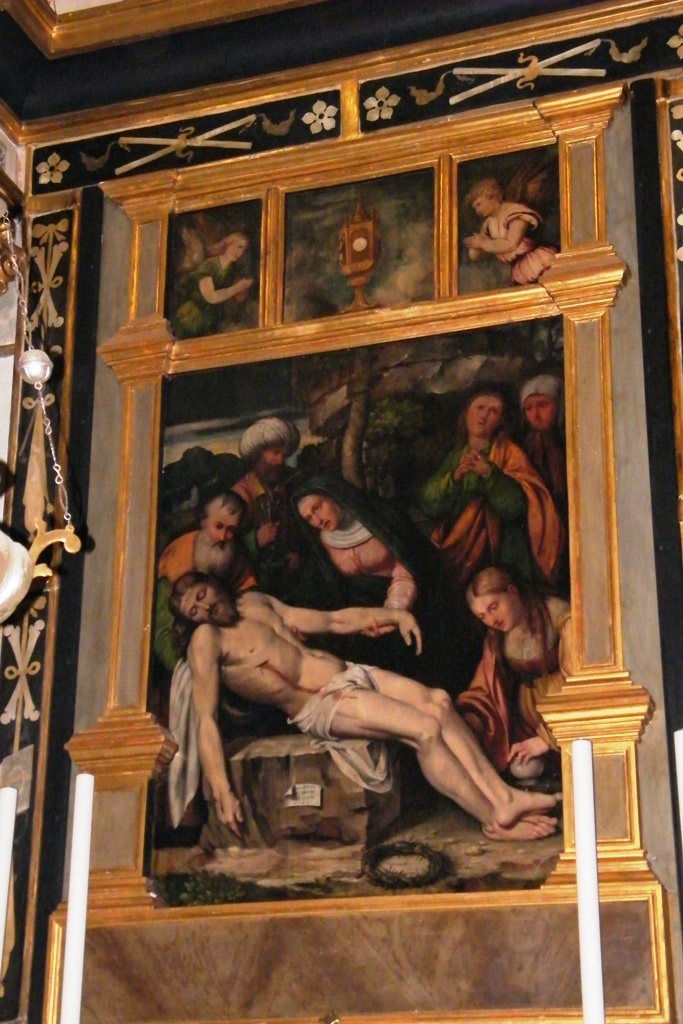
Deposizione Callisto Piazza (Foto Luca Giarelli)

## Descrizione

### Facciata
La facciata della chiesa, rivolta a sudovest e suddivisa da una cornice marcapiano modanata in due registri, entrambi tripartiti da quattro lesene tuscaniche, presenta in quello inferiore il portale d'ingresso, affiancato da due colonne ioniche sorreggenti il semicircolare, e in quello superiore, che è coronato da un frontoncino curvilineo, una finestra centrale e due nicchie laterali ospitanti altrettante statue, attribuite a Beniamino Simoni.
Annesso alla parrocchiale è il campanile a base quadrata, la cui cella presenta su ogni lato una monofora affiancata da paraste ed è coperta dal tetto a quattro falde.

### Interno
L'interno dell'edificio si compone di un'unica navata, sulla quale si affacciano le cappelle laterali e le cui pareti sono scandite da lesene sorreggenti il cornicione sopra cui s'imposta la volta; al termine dell'aula si sviluppa il presbiterio, a sua volta chiuso dall'abside semicircolare.
Qui sono conservate diverse opere di pregio, tra le quali la pala con soggetto la Conversione di San Paolo, eseguita tra il 1853 e il 1855 da Antonio Guadagnini, il quadro ritraente San Paolo che parla nell'Areopago di Atene, dipinto da Sante Cattaneo nel 1798, l'altare minore del Santissimo Nome di Gesù, costruito nel biennio 1723-24, e la tela raffigurante la Circoncisione di Gesù, realizzata da Domenico Voltolini, nonché opere di Callisto Piazza tra le quali la cinquecentesca Deposizione.